# ホイヘンス山

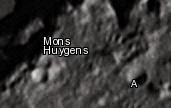
地球から見たホイヘンス山

ホイヘンス山 (Mons Huygens) は、月で最も高い山であり、アペニン山脈の中に位置し標高は5,500 mである。アペニン山脈は、雨の海を作った衝突によって形成された。

## 周辺

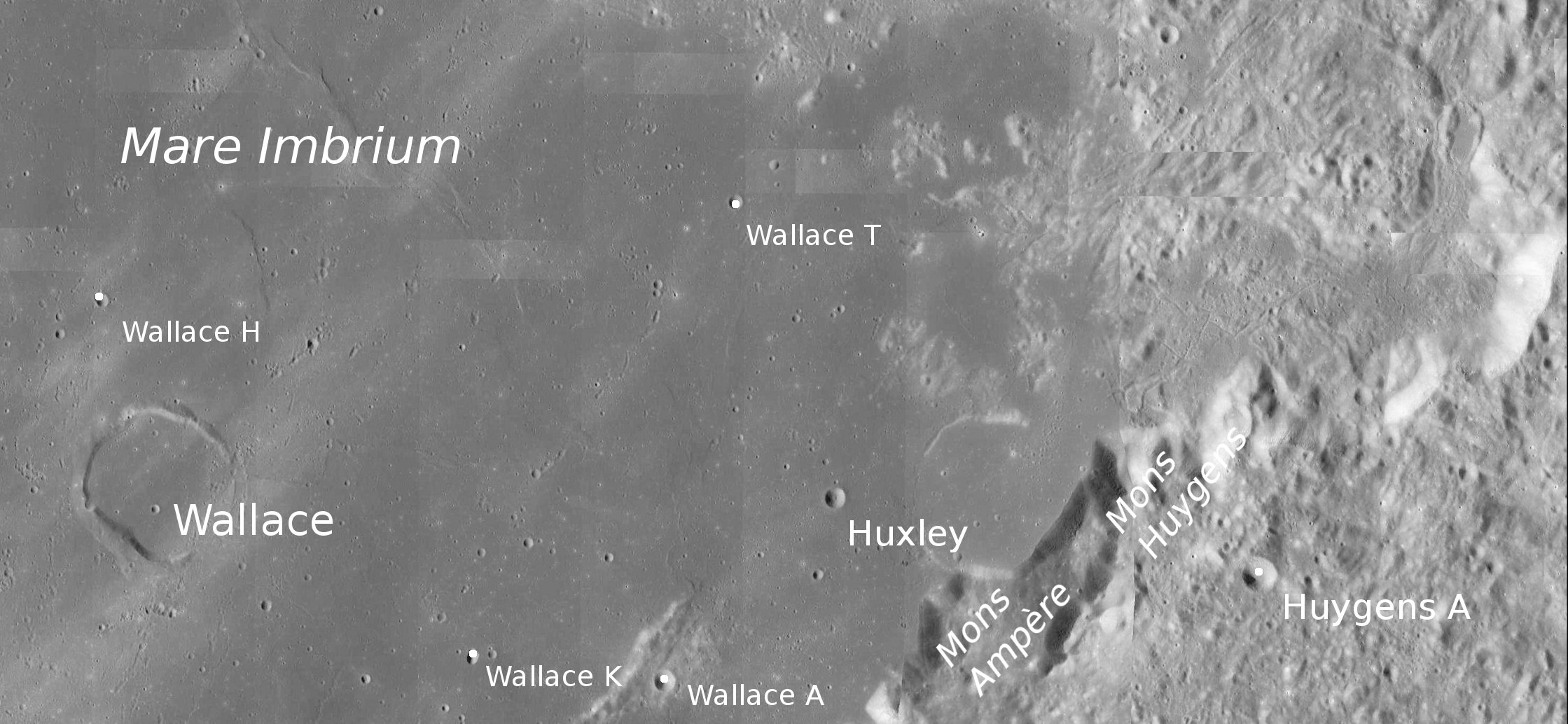
ホイヘンス山